# 흙손

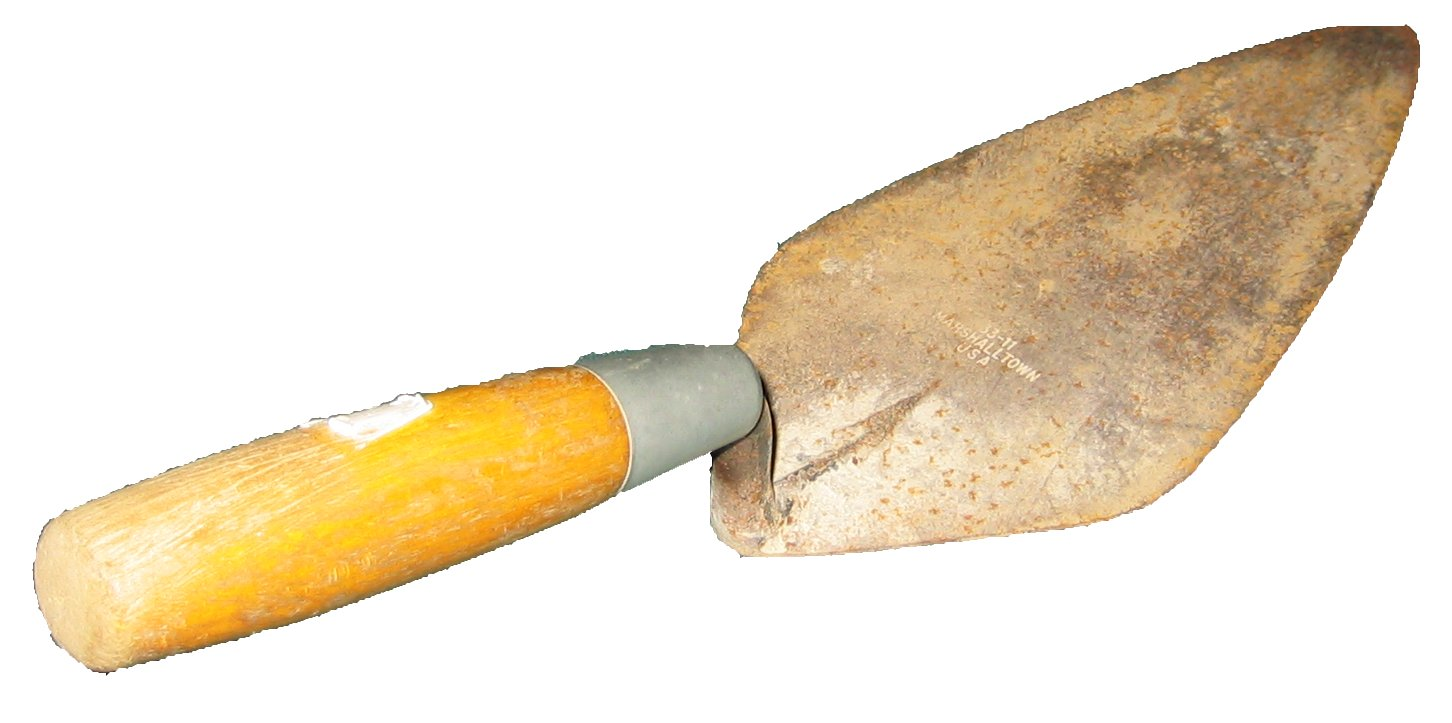

흙손은 이긴 흙을 떠서 바르고 그 거죽을 반반하게 하는 연장이다. 갸름하고 얇은 철판조각에 손잡이가 달려 있다. 얇은 철판이나 나무 판자에 손잡이를 붙여 만드는데, 벽이나 방바닥을 바를 때 주로 사용한다.